# Ларю, Расти
Расти Ларю (англ. Rusty LaRue; родился 10 декабря 1973 года в Уинстон-Сейлеме, штат Северная Каролина, США) — американский баскетболист и тренер, также поигравший на уровне студенческих команд в бейсбол и футбол.

## Школьные годы
Ларю родился в городе Уинстон-Сейлем (штат Северная Каролина), учился в Северо-Западной Гуилфордской и Гринсборской средних школах, где, кроме того, что был отличником, собрал все награды в баскетболе, бейсболе и футболе. В 1991 году был назван в Северной Каролине спортсменом года среди старшеклассников, после чего привлёк внимание многих студенческих команд. Ларю сделал выбор в пользу Университета Уэйк-Фореста, где планировал играть в баскетбол и футбол за «Уэйк-Форест Димон Диконс», выступающей в конференции Атлантического побережья (КАП), но также отыграл один сезон и в бейсбольной команде, таким образом, став всего вторым игроком в истории КАП, поигравшим за одну команду в трёх видах спорта.

## Студенческая карьера
Своего первого большого успеха в студенческом спорте Ларю добился на футбольном поле ещё на первом курсе. В 1992 году команда «Уэйк-Форест Димон Диконс», в которой Расти играл на позиции квотербека, выиграла Independence Bowl, главный футбольный приз NCAA, переиграв в финале со счётом 39-35 клуб «Орегон Дакс». На четвёртом курсе обучения он переписал восемь рекордов NCAA по передачам, а также стал соавтором рекорда по общему количеству набранных очков в одной игре (55). Однако Ларю был весьма надёжным баскетболистом, играл на позиции разыгрывающего защитника и вместе с партнёрами по команде четыре сезона подряд выводил свой клуб в плей-офф турнира NCAA. Он занял второе место в истории университета по количеству точных трёхочковых за студенческую карьеру, а также финишировал первым по проценту попаданий трёхочковых бросков. 19 января 2008 года введён в Зал спортивной славы университета Уэйк-Форест.
В 1997 году Ларю стал в составе сборной США чемпионом Америки по баскетболу в Монтевидео.

## Карьера в НБА
После университета Ларю решил сосредоточиться исключительно на баскетболе, потому что там было больше возможностей заиграть на профессиональном уровне. В 1996 году он не был выбран на драфте НБА ни одной из команд, однако в следующем году заключил контракт с клубом «Чикаго Буллз», предварительно проведя сезон 1996/1997 годов в континентальной баскетбольной ассоциации (КБА) за «Коннектикут Прайд», где оттачивал своё мастерство. Позже выступал за команды «Айдахо Стэмпид» (КБА), « Ашвилл Алтитьюд» (ЛР НБА), «Юта Джаз» и «Голден Стэйт Уорриорз». Всего в НБА провёл 5 неполных сезонов. В сезоне 1997/1998 годов Ларю стал чемпионом НБА в составе «Буллз». Всего за карьеру в НБА сыграл 98 игр, в которых набрал 486 очков (в среднем 5,0 за игру), сделал 126 подборов, 152 передачи, 62 перехвата и 11 блок-шотов.

### Чикаго Буллз
Перед началом сезона 1997/1998 годов Ларю заключил договор «Чикаго Буллз», где в то время блистали Майкл Джордан, Скотти Пиппен, Деннис Родман и Тони Кукоч, поэтому не слишком часто появлялся на площадке, сыграв всего в четырнадцати матчах, а в плей-офф вообще не играл, что не помешало ему получить свой чемпионский перстень. После локаута, состоявшегося перед началом следующего сезона, он был одним из немногих игроков, кто остался в «Буллз», к тому же после ухода лидеров команды стал получать больше игрового времени на площадке (сыграл в 43 матчах из 50), но всё-равно в основном сидел на скамейке запасных. В начале сезона 1999/2000 годов Расти провёл в составе «Быков» всего четыре игры, после чего решил вернуться в КБА, где играл за «Айдахо Стэмпид».

### «Джаз» и «Уорриорз»
28 января 2002 года Ларю заключил контракт с командой «Юта Джаз», в составе которой впервые сыграл в плей-офф, однако по окончании сезона покинул её. В 2003 году он подписал договор с «Бостон Селтикс», который был расторгнут ещё до начала регулярного сезона, после чего перешёл в «Голден Стэйт Уорриорз», где сыграл всего четыре матча и завершил свою спортивную карьеру.
Перед заключением соглашений с клубами «Юта Джаз» и «Голден Стэйт Уорриорз» Ларю выступал в лиге развития НБА за «Ашвилл Алтитьюд». Всего за карьеру в ЛР НБА сыграл 53 игры, в которых набрал 593 очка (в среднем 11,2 за игру), сделал 126 подборов, 132 передачи, 60 перехватов и 6 блок-шотов.

## Зарубежная карьера
С октября по ноябрь 1996 года сыграл 6 матчей за парижский «Расинг», ставший чемпионом Франции в том сезоне. В перерывах своих выступлений в НБА, Ларю два раза уезжал за рубеж, однако в обоих случаях не задерживался в новых командах больше чем на один сезон. Сначала он выступал в чемпионате России, где играл за клуб «ЦСКА (Москва)», который занял итоговое четвёртое место. В 2002 году он переехал на Апеннинский полуостров, где выступал в чемпионате Италии за команду «Варезе», которая финишировала двенадцатой.

## Тренерская карьера
После завершения профессиональной карьеры игрока работал главным тренером баскетбольной команды в колледже Гринсборо (2004—2005) и в средней школе Форсайт Кантри Дэй в родном городе Уинстон-Сейлем (2005—2009). В мае 2009 года устроился ассистентом Дино Гаудио в родную команду «Уэйк-Форест Димон Диконс», а в 2010 году, после ухода Гаудио, сохранил свою должность при новом главном тренере Джеффе Бзделике. 30 июня 2015 года Ларю был назначен на должность главного тренера школьной команды Западного Форсайта, в которой в своё время учился Крис Пол, звезда НБА, выступающий в команде «Лос-Анджелес Клипперс».

## Статистика

### Статистика в НБА
| Сезон                                                                                    | Команда      | Регулярный сезон | Регулярный сезон | Регулярный сезон | Регулярный сезон | Регулярный сезон | Регулярный сезон | Регулярный сезон | Регулярный сезон | Регулярный сезон | Регулярный сезон | Регулярный сезон | Серия плей-офф | Серия плей-офф | Серия плей-офф | Серия плей-офф | Серия плей-офф | Серия плей-офф | Серия плей-офф | Серия плей-офф | Серия плей-офф | Серия плей-офф | Серия плей-офф |
| Сезон                                                                                    | Команда      | GP               | GS               | MPG              | FG%              | 3P%              | FT%              | RPG              | APG              | SPG              | BPG              | PPG              | GP             | GS             | MPG            | FG%            | 3P%            | FT%            | RPG            | APG            | SPG            | BPG            | PPG            |
| ---------------------------------------------------------------------------------------- | ------------ | ---------------- | ---------------- | ---------------- | ---------------- | ---------------- | ---------------- | ---------------- | ---------------- | ---------------- | ---------------- | ---------------- | -------------- | -------------- | -------------- | -------------- | -------------- | -------------- | -------------- | -------------- | -------------- | -------------- | -------------- |
| 1997/98                                                                                  | Чикаго       | 14               | 0                | 10,0             | 40,8             | 25,0             | 62,5             | 0,6              | 0,4              | 0,2              | 0,1              | 3,5              | Не участвовал  | Не участвовал  | Не участвовал  | Не участвовал  | Не участвовал  | Не участвовал  | Не участвовал  | Не участвовал  | Не участвовал  | Не участвовал  | Не участвовал  |
| 1998/99                                                                                  | Чикаго       | 43               | 6                | 17,0             | 35,9             | 33,7             | 100,0            | 1,3              | 1,5              | 0,8              | 0,1              | 4,7              | Не участвовал  | Не участвовал  | Не участвовал  | Не участвовал  | Не участвовал  | Не участвовал  | Не участвовал  | Не участвовал  | Не участвовал  | Не участвовал  | Не участвовал  |
| 1999/00                                                                                  | Чикаго       | 4                | 1                | 32,3             | 34,9             | 14,3             | 71,4             | 2,5              | 2,8              | 1,8              | 0,0              | 9,3              | Не участвовал  | Не участвовал  | Не участвовал  | Не участвовал  | Не участвовал  | Не участвовал  | Не участвовал  | Не участвовал  | Не участвовал  | Не участвовал  | Не участвовал  |
| 2001/02                                                                                  | Юта          | 33               | 0                | 16,4             | 39,5             | 34,0             | 85,7             | 1,5              | 2,2              | 0,5              | 0,2              | 5,8              | 4              | 0              | 13,3           | 37,5           | 40,0           | 60,0           | 1,5            | 1,5            | 0,3            | 0,0            | 5,0            |
| 2003/04                                                                                  | Голден Стэйт | 4                | 0                | 5,5              | 33,3             | 100,0            | 50,0             | 0,8              | 0,5              | 0,5              | 0,0              | 1,0              | Не участвовал  | Не участвовал  | Не участвовал  | Не участвовал  | Не участвовал  | Не участвовал  | Не участвовал  | Не участвовал  | Не участвовал  | Не участвовал  | Не участвовал  |
|                                                                                          | Всего        | 98               | 7                | 16,0             | 37,6             | 31,8             | 84,1             | 1,3              | 1,6              | 0,6              | 0,1              | 5,0              | 4              | 0              | 13,3           | 37,5           | 40,0           | 60,0           | 1,5            | 1,5            | 0,3            | 0,0            | 5,0            |
| Наведите курсор мыши на аббревиатуры в заголовке таблицы, чтобы прочесть их расшифровку. |              |                  |                  |                  |                  |                  |                  |                  |                  |                  |                  |                  |                |                |                |                |                |                |                |                |                |                |                |

### Статистика в NCAA
| Сезон | Команда     | Conf  | Class | GP  | GS | MPG  | FG%  | 3P%  | FT%  | RPG | APG | SPG | BPG | PPG  |
| --- | ----------- | ----- | ----- | --- | -- | ---- | ---- | ---- | ---- | --- | --- | --- | --- | ---- |
| 1992/93 | Уэйк-Форест | ACC   | FR    | 15  | 0  | 3,5  | 42,9 | 50,0 | 80,0 | 0,5 | 0,1 | 0,2 | 0,0 | 1,4  |
| 1993/94 | Уэйк-Форест | ACC   | SO    | 28  | 4  | 12,5 | 42,6 | 45,0 | 60,0 | 1,5 | 0,4 | 0,5 | 0,0 | 4,7  |
| 1994/95 | Уэйк-Форест | ACC   | JR    | 32  | 0  | 19,8 | 42,1 | 38,1 | 92,9 | 1,9 | 0,9 | 0,6 | 0,0 | 6,0  |
| 1995/96 | Уэйк-Форест | ACC   | SR    | 32  | 27 | 30,6 | 48,4 | 46,4 | 88,0 | 3,0 | 1,9 | 0,9 | 0,1 | 10,1 |
| Всего | Всего       | Всего | Всего | 107 | 31 | 18,8 | 45,0 | 43,4 | 86,5 | 1,9 | 1,0 | 0,6 | 0,0 | 6,2  |
| Наведите курсор мыши на аббревиатуры в заголовке таблицы, чтобы прочесть их расшифровку Статистика приведена с сайта sports-reference.com |             |       |       |     |    |      |      |      |      |     |     |     |     |      |